# Operador compacte
En anàlisi funcional, una branca de les matemàtiques, un operador compacte és un operador lineal L d'un espai de Banach X a un altre espai de Banach Y, tal que la imatge per L de qualsevol subconjunt afitat X és un subconjunt relativament compacte de Y. Un operador d'aquesta forma és necessàriament un operador afitat i, per tant, continu.
Tot operador afitat L que tingui rang finit és un operador compacte; en efecte, la classe dels operadors compactes és una generalització natural de la classe dels operadors de rang finit en el cas de dimensió infinita. Si Y és un espai de Hilbert, llavors és cert que tot operador compacte és el límit d'operadors de rang finit, de tal manera que la classe dels operadors compactes es pot definir també com la clausura en la norma operacional dels operadors de rang finit. L'afirmació de si això era cert en general per espais de Banach (la propietat d'aproximació) va ser una qüestió sense resoldre durant molt temps; finalment, Per Enflo en va donar un contraexemple.
L'origen de la teoria d'operadors compactes rau en la teoria de les equacions integrals, on els operadors integrals proporcionen exemples concrets d'aquests operadors. Una equació integral de Fredholm típica dona lloc a un operador compacte K en espais funcionals; la propietat de compacitat es demostra per equicontinuïtat. El mètode d'aproximació per operadors de rang finit és bàsic en el càlcul numèric de solucions per aquestes equacions. La idea abstracta d'un operador de Fredholm es deriva d'aquesta connexió.

## Formulacions equivalents
Un operador afitat T és compacte si i només si alguna de les següents condicions és certa:
- La imatge de la bola unitat en X per T és relativament compacta en Y.
- La imatge de qualsevol conjunt afitat per T és relativament compacta en Y.
- La imatge de qualsevol conjunt afitat per T és precompacta en Y.
- Existeix un entorn de 0, {\displaystyle U\subset X}, i un conjunt compacte {\displaystyle V\subset Y} tals que {\displaystyle T(U)\subset V}.
- Per qualsevol successió {\displaystyle (x_{n})_{n\in \mathbb {N} }} de la bola unitat en X, la successió {\displaystyle (Tx_{n})_{n\in \mathbb {N} }} conté una subsuccessió de Cauchy.

Notem que si un operador lineal és compacte, llavors és senzill demostrar que és afitat i, per tant, continu.

## Propietats importants
D'aquí en endavant, X, Y, Z, W seran espais de Banach, B(X, Y) serà l'espai d'operadors afitats de X a Y amb la norma operacional, K(X, Y) serà l'espai d'operadors compactes de X a Y, B(X) = B(X, X), K(X) = K(X, X), i {\displaystyle id_{X}} serà l'operador identitat en X.
- K(X, Y) és un subespai tancat de B(X, Y): Sigui Tn, n ∈ ℕ, una successió d'operadors compactes d'un espai de Banach a l'altre, i suposem que Tn convergeix a T respecte a la norma operacional. Llavors T també és compacte.

- {\displaystyle B(Y,Z)\circ K(X,Y)\circ B(W,X)\subseteq K(W,Z).}  En particular, K(X) forma un ideal d'operadors per les dues bandes a B(X).

- {\displaystyle id_{X}} és compacte si i només si X té dimensió finita.

- Per qualsevol T ∈ K(X), {\displaystyle id_{X}-T}  és un operador de Fredholm d'índex 0. En particular, {\displaystyle \operatorname {im} \,(id_{X}-T)}  és tancat. Això és essencial a l'hora de desenvolupar les propietats espectrals dels operadors compactes. Hom pot veure la similitud entre aquesta propietat i el fet que, si M i N són subespais d'un espai de Banach on M és tancat i N té dimensió finital, llavors M + N també és tancat.

- Tot operador compacte és estrictament singular, però no a l'inrevés.[1]

## Orígens en la teoria d'equacions integrals
Una propietat crucial dels operadors compactes és l'alternativa de Fredholm, que afirma que l'existència de solucions per equacions lineals de la forma
{\displaystyle (\lambda K+I)u=f\,}
(on K és un operador compacte, f és una funció, i u és la funció incògnita) es comporta de manera similar al cas de dimensió finita. La teoria espectral d'operadors compactes n'és una conseqüència, i és deguda a Frigyes Riesz (1918). Mostra que un operador compacte K en un espai de Banach de dimensió infinita té per espectre o bé un subconjunt finit de ℂ que inclou el 0, o bé un subconjunt infinit numerable de ℂ que té 0 com a únic punt d'acumulació. Addicionalment, en qualsevol dels dos casos, els elements no-nuls de l'espectre són valors propis de K amb multiplicitats finites (de tal manera que K − λI té nucli de dimensió finita per qualsevol λ ≠ 0 complex).
Un exemple important d'operador compacte és la immersió compacta d'espais de Sobolev, que, juntament amb la desigualtat de Gårding i el teorema de Lax–Milgram, es pot usar per convertir un problema de condició de frontera el·líptica en una equació integral de Fredholm. Llavors, l'existència de la solució i les propietats espectrals es desprenen de la teoria d'operadors compactes; en particular, un problema de condició de frontera el·líptica en un domini afitat té un nombre infinit de valors propis aïllats. Una conseqüència d'això és que un cos sòlid pot vibrar només a freqüències aïllades, donades pels valors propis, i sempre existeixen freqüències de vibració arbitràriament altes.
Els operadors compactes d'un espai de Banach a ell mateix configuren un ideal per les dues bandes en l'àlgebra de tots els operadors afitats en l'espai. De fet, els operadors compactes en un espai de Hilbert formen un ideal maximal, de tal manera que l'àlgebra quocient, coneguda com a àlgebra de Calkin és simple.

## Operadors compactes en espais de Hilbert
Una definició equivalent per operadors compactes en un espai de Hilbert és la següent:
Un operador {\displaystyle T} en un espai de Hilbert de dimensió infinita {\displaystyle {\mathcal {H}}}
{\displaystyle T:{\mathcal {H}}\to {\mathcal {H}}}
s'anomena compacte si es pot escriure de la forma
{\displaystyle T=\sum _{n=1}^{\infty }\lambda _{n}\langle f_{n},\cdot \rangle g_{n}\,}
on {\displaystyle f_{1},f_{2},\ldots } i {\displaystyle g_{1},g_{2},\ldots } són conjunts ortonormals (no necessàriament complets), i {\displaystyle \lambda _{1},\lambda _{2},\ldots } és una successió de nombres positius amb límit zero, anomenats els valors singulars de l'operador. Els valors singulars només es poden acumular al zero. Si la successió esdevé estacionària al zero, és a dir, {\displaystyle \lambda _{N+k}=0} per algun {\displaystyle N\in \mathbb {N} ,} i per tot {\displaystyle k=1,2,\dots }, llavors l'operador té rang finit, és a dir, és un operador de rang finit, i llavors hom pot escriure
{\displaystyle T=\sum _{n=1}^{N}\lambda _{n}\langle f_{n},\cdot \rangle g_{n}\,.}
El parèntesi angular {\displaystyle \langle \cdot ,\cdot \rangle } és el producte escalar en l'espai de Hilbert; la suma del segon terme de la igualtat convergeix segons la norma operacional.
Una subclasse important d'operadors compactes és la dels operadors nuclears.

## Operadors completament continus
Siguin X i Y dos espais de Banach. Un operador lineal afitat T: X → Y s'anomena completament continu si, per qualsevol successió dèbilment convergent {\displaystyle (x_{n})} de X, la successió {\displaystyle (Tx_{n})} és convergent en norma a Y (Conway 1985, §VI.3). Els operadors compactes d'un espai de Banach sempre són completament continus. Si X és un espai de Banach reflexiu, llavors qualsevol operador completament continu T: X → Y és compacte.

## Exemples
- Si fixem un g ∈ C([0, 1]; ℝ),[nota 1] definim l'operador lineal T com

{\displaystyle (Tf)(x)=\int _{0}^{x}f(t)g(t)\,\mathrm {d} t.}
L'operador T és compacte, pel teorema d'Arzelà–Ascoli.
- De forma més general, si Ω és un domini de ℝn i el nucli integral k: Ω × Ω → ℝ és un nucli de Hilbert–Schmidt, llavors l'operador T de L²(Ω; ℝ) definit per

{\displaystyle (Tf)(x)=\int _{\Omega }k(x,y)f(y)\,\mathrm {d} y}
és un operador compacte.
- Pel lema de Riesz, l'operador identitat és un operador compacte si i només si l'espai és de dimensió finita.